# سانت أوين سور سين

سانت أوين سور سين هي بلدية تقع في إقليم سين سان دوني، إيل دو فرانس بفرنسا.